# Apraxia
Az apraxia (görög: άπραξία tétlenség) az akaratlagos, célirányos és rendezett mozgások tervezési zavara ép mozgási funkciók mellett, bénulás és ataxia nélkül, ép érzékelés mellett. Az egyszerű utasítások megértése is megmarad. Az akaratlan mozgások rendezettek lehetnek. Érintheti az arcjátékot (az arcizmok apraxiája), a beszédet (a beszélőszervek apraxiája), vagy a gesztikulálást, és az eszközhasználatot (a végtagok apraxiája).
Lehet fejlődési, vagy szerzett. Többnyire a domináns félteke sérülése okozza, ami a jobbkezesek 95% -ában, és a balkezesek 70%-ában a bal félteke. A sérülés oka többnyire agyi érkatasztrófa, de okozhatja agydaganat, demencia, agyvelőgyulladás, alkoholizmus vagy szklerózis multiplex is. Nem tévesztendő össze az ataxiával, az afáziával, az abuliával (a mozgás kivitelezésére való akarat hiánya) vagy az allokhíriával (az egyik oldali ingerek a másik oldalon érződnek).

## Tünetei
Jellemzőek az ügyetlen próbálkozó mozgások. Az érintettek nehezen tesznek különbséget a saját testrészeik és a tárgyak között. Például az ujjukat próbálják meg bedugni a kulcslyukba, vagy a fogkefe helyett az ujjukkal próbálnak fogat mosni. A reflexes és a régóta begyakorolt mozgások, mint a kézszorítás, a nevetés, a sírás és a karok mozgása járás közben érintetlenek maradnak.

## Típusai
Az apraxia típusainak rendszerezése vitatott.  Ez a cikk Hugo Liepmann 1908-as rendszerét követi. A főbb típusok a motorikus és a vizuális-konstruktív apraxiák. A motorikus apraxiák tovább osztályozhatók ideomotorikus és ideatorikus apraxiákra. A motorikus apraxia a domináns agyfélteke, a vizuális-konstruktív apraxia a nem domináns agyfélteke sérülését követően jön létre.

### Ideomotorikus apraxia
Az ideomotorikus, más néven ideokinetikus apraxia többnyire a domináns agyfélteke sérülése után jön létre.  A pontos hely az asszociációs mozgatókéreg vagy az ezt a más agyterületekkel összekötő idegrostok, vagy a két agyféltekét összekapcsoló idegszálak.
A gesztusok és az arckifejezések nem felelnek meg a beteg szándékainak. A kifejezésformákat rosszul alkalmazza, a mozgásokat nem tudja utánozni a beteg. Ez különösen jól látható a pantomimikus mozdulatsorok utánozásánál. Másrészt perszeverál, azaz újra és újra végrehajtja ugyanazt a mozdulatsort.
Az agyféltekéket összekapcsoló idegkötegek közelében történt sérülés hatása a végtagok apraxiáját eredményezi a gesztusok megtartásával. A frontális lebeny sérülése inkább az arckifejezést érinti, és a végtagok mozgása kevésbé sérül.
Az érzékelés visszacsatolásával kompenzálható, és fizioterápiával, ergoterápiával, esetleg logopédiai kezeléssel javítható.

### Ideatorikus apraxia
A ritkább ideatorikus apraxia szintén többnyire a domináns félteke sérülése után jelentkezik. A károsodás pontos helye a temporo-parietális asszociációs kéreg.
Maga a cselekvés elképzelése sérül, ezért a beteg képtelen a részmozdulatokat összetett mozdulatsorrá alakítani. Nem ismeri az egyes mozdulatok célját, így nem tudja elkezdeni a mozdulatot, vagy a megkezdett mozdulat hamar félbeszakad. Nem tud elővenni a táskájából egy kulcsot, és azzal kinyitni a zárat. Például először valamit beledug a zárba, majd keresni kezdi a kulcsot, de nem találja a táskát. Gyakran nem is tud felöltözni, például a nadrágja fölé veszi az alsónadrágot. A mindennapi életben ez a forma súlyos akadályozottságot jelent.
Fizioterápiával, ergoterápiával és logopédiai kezeléssel javítható.

### Konstruktív apraxia
Ez a típus többnyire a nem domináns agyfélteke károsodását követően lép fel. A sérülés pontos helye a parietális asszociációs kéreg látást és mozgást összekapcsoló részei.
A beteg nem képes egyszerű geometrikus ábrákat értelmezni és lemásolni.

### A beszéd apraxiája
A beszéd apraxiája a beszédmozgások programozásának zavara. Többnyire afáziához társul, főként a Broca-afáziához, és nehéz elkülöníteni a két beszédzavart. Az apraxia más formái is kísérhetik. Okai sokfélék. Okozhatja agyi érkatasztrófa, vagy traumatikus sérülések, vérzés, baleset, műtét.
Érinti az artikulációt, a hanglejtést és a beszéddel kapcsolatos viselkedést is. Az ejtéshibák következetlenek; a szájmozgás keresi, hogy miként formálja a hangokat. A hibák száma a szavak és a mondatok hosszával együtt nő. El kell határolni az afázia fonológiai zavaraitól és a dizartriától. Speciális logopédiai és más kezeléseket igényel.
Lehet fejlődési vagy szerzett. A fejlődési formát nem kísérik más tünetek. A beszédzavar oka nem a beszélőszervek ügyetlensége vagy gyengesége. A zavart a koordinálatlanságuk és a mozgástervezés hiányosságai okozzák.
A nyelvvel és a beszéddel kapcsolatos kutatások modellezik a beszéd folyamatának szerkezetét és szerveződését. Eddig azonban alig vannak tudományosan megalapozott módszerek a beszéd apraxiájának kezelésére.

### Egyéb formái
- A bukkofaciális apraxiában az arcizmok mozgatásán kívül az akaratlagos szemlehunyás is zavart.
- Frontális járásapraxia: a beteg bizonytalanul, botladozva jár. Egy kis segítséggel azonban majdnem normálisan tud menni.
- Végtagi apraxia
- A végtagok kinetikus apraxiája: a kéz és a láb nem képes pontos mozgásra.
- Taktilis apraxia
- Okulomotoros apraxia: a szem mozgatásának zavara. A fixációt, a tárgyak követését is érinti. A Bálint-szindróma három fő tünetének egyike.

## Vizsgálata
Egyre egyszerűbb utasításokkal vizsgálják. Ha az alany nem tudja végrehajtani a sorozatot, akkor a vizsgálatot végző maga hajtja végre, és utánzásra szólítja fel az alanyt, vagy egy tárgyat ad kezébe, amit az alanynak használnia kell. A TULIA nevű teszt a kezek és a karok apraxiáját vizsgálja. Magában foglalja nem kommunikációs mozdulatok elvégeztetését és utánozását (Érintsd meg az orrod a mutatóujjaddal), a gesztusok vizsgálatát, és az eszközhasználatot (Mutasd meg, hogyan használják a kalapácsot). A korábbi módszerekkel ellentétben megbízhatóságát és érvényességét alaposan megvizsgálták. A teszt kibővíti a jól és a rosszul végzett mozdulatok megkülönböztetését, és egy adott tárgy és használatának összekapcsolását. A vizsgálati eredmények nem mindig felelnek meg a mindennapi életnek, ezért megfigyelésekkel, kérdőívekkel és célzott interjúkkal kell őket kiegészíteni.

## Kezelése
Az apraxia kezelése összetett folyamat. Magában foglal foglalkoztató terápiát, fizioterápiát, játékterápiát, zeneterápiát és logopédiai kezelést. Mivel egyes betegek spontán is javulnak, ezért a kezelések kevés figyelmet kapnak. A mozgásképességek akaratlagosra és automatikusra való szétválása miatt egyes napi tevékenységeiket továbbra is a megszokott módon végezhetik, amennyiben azok automatikussá váltak. A kutatások azonban megmutatták, hogy az apraxiások kevésbé képesek ellátni magukat, mint az egészségesek, és további bizonyítékok szükségesek az apraxia kezelésének szükségességére. Az apraxia kezelését vizsgáló irodalom szerint habár a kezelések megszervezése még kezdetleges, mégis vannak eredményeik egyes területeken. 
Az egyik módszer 12 kontextust használ, és azt gyakoroltatja be, hogyan lehet ugyanazt a mozdulatot különböző kontextusokban alkalmazni.  Egy másik módszer szerint a mozdulatokat kezdetben a terapeuta utasításai határozzák meg, később azonban fokozatosan átadja az irányítást a betegnek. Ezek a módszerek bizonyultak a leghatékonyabbaknak; a többi módszer hatásosságára nincs bizonyíték, legyenek azok direkt, stratégiatervezésen vagy felfedezésen alapuló kezelések.

## Eredmények
Az apraxiások kilátásai egyénenként változók. Egyesek sokat, mások keveset javulnak. A kommunikáció zavarai esetén az augmentatív és alternatív kommunikáció eszközei is segítenek. Sokan azonban sosem lesznek képesek az önálló életre; nekik el kell kerülniük azokat a tevékenységeket, amelyek végzése közben sérüléseket okozhatnak maguknak vagy másoknak.
Az apraxiával való együttélésben segít a tanácsadás, a játék-, a viselkedés- és a foglalkoztató terápia. A foglalkoztató terápia bonyolultabb, mint az apraxia nélküli agysérültek esetén, mert az apraxia éppen a mozgások irányítását rontja.

## Története
Az angol John Hughlings Jackson már a 19. században bevezette az apraxia fogalmát. Hugo Liepmann a 20. század elején rendszerezte az apraxia különböző típusait, és megkülönböztette a konstruktív és a motoros, azon belül az ideomotorikus és az ideatorikus formákat.